# Klokke-ordenen
Klokke-ordenen (Campanulales) var en planteorden benyttet i cronquists system, hvori følgende familier findes:
- Familie: Pentaphragmataceae
- Familie: Sphenocleaceae
- Familie: Klokkeblomst-familien (Campanulaceae)
- Familie: Stylidiaceae
- Familie: Donatiaceae
- Familie: Brunoniaceae
- Familie: Goodeniaceae